# NGC 3242
NGC 3242 (también conocida como Fantasma de Júpiter o Caldwell 59) es una nebulosa planetaria ubicada en la constelación de Hydra.
Esta nebulosa planetaria fue descubierta por el astrónomo William Herschel el 7 de febrero de 1785, y fue catalogada como H IV.27. En la década de 1830, John Herschel observó la Nebulosa Fantasma de Júpiter en el Cabo de Buena Esperanza, Sudáfrica, y la numeró como h 3284. La incluyó luego en el Catálogo General como CG 2102. En 1888, J. L. E. Dreyer la incluyó en el catálogo NGC con la denominación actual, NGC 3242.
NGC 3242 es también conocida como la nebulosa fantasma de júpiter. Es observable con telescopios pequeños, por ejemplo con uno de 114 milímetros de apertura. Se encuentra a 1º 50' aproximadamente de la estrella μ Hydrae.